# 向井原古墳
向井原古墳（むかいばらこふん）は、香川県仲多度郡多度津町奥白方（おくしらかた）にある古墳。形状は円墳。多度津町指定史跡に指定されている。

## 概要

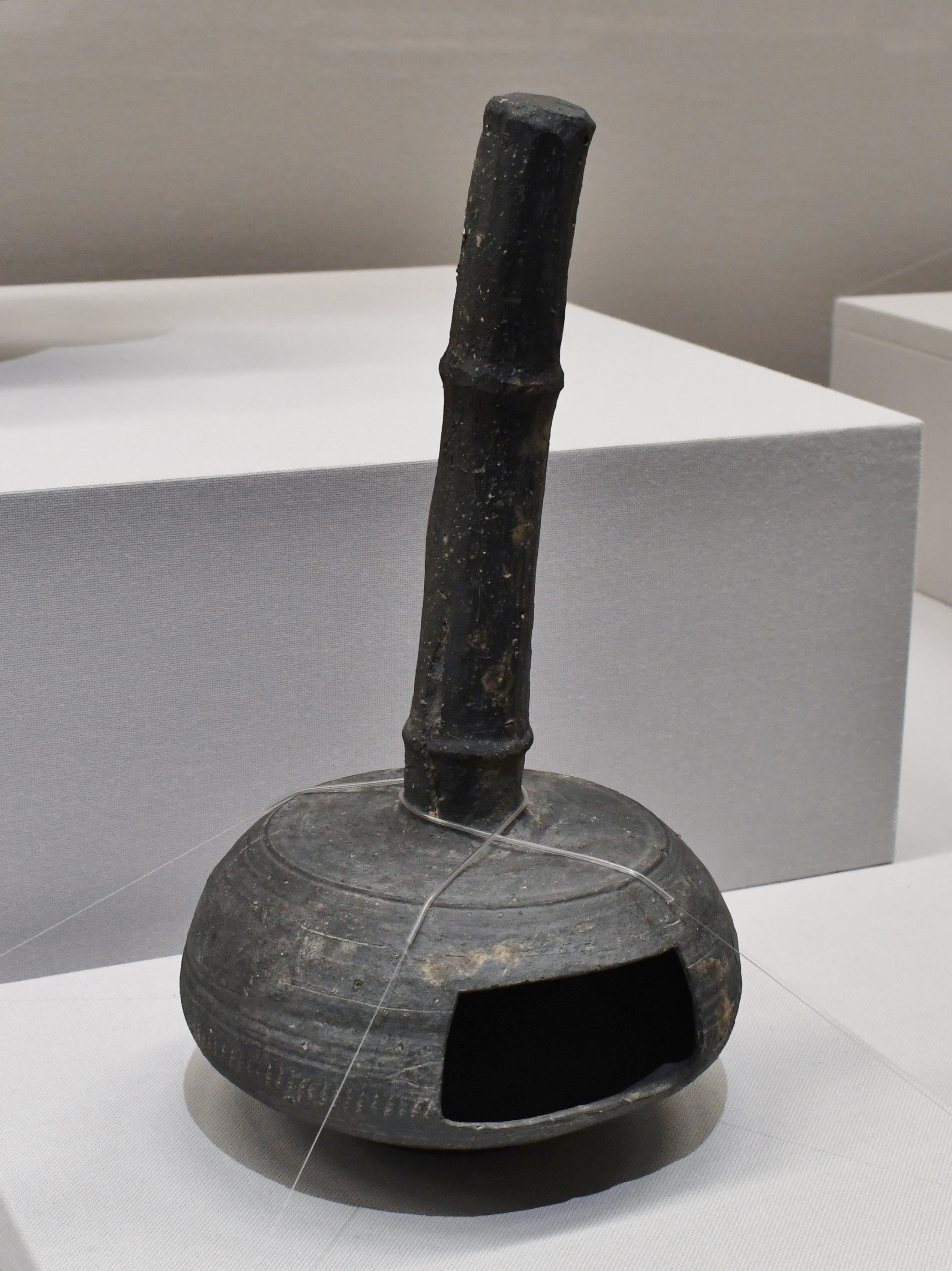
須恵器 特殊扁壺柄杓を象ったものか。東京国立博物館展示。

香川県西部、丸亀平野北西部の弘田川下流域西岸、天霧山北麓に築造された古墳である。1976年（昭和51年）に発掘調査が実施されている。
墳形は円形。埋葬施設は横穴式石室2基で、現在は1基のみが遺存する。現存石室は両袖式横穴式石室で、玄室長さ2.4メートル・幅2.2メートル、羨道長さ3.7メートルを測る。玄室の平面形は方形に近く、壁面を持ち送り天井はドーム状を呈する。非現存石室も両袖式横穴式石室で、玄室の平面形はT字形であり、玄室長さ0.85メートル・幅1.45メートルを測った。副葬品としては銀環・須恵器がある。築造時期は古墳時代後期の6世紀初頭ごろと推定される。
古墳域は1986年（昭和61年）に多度津町指定史跡に指定されている。

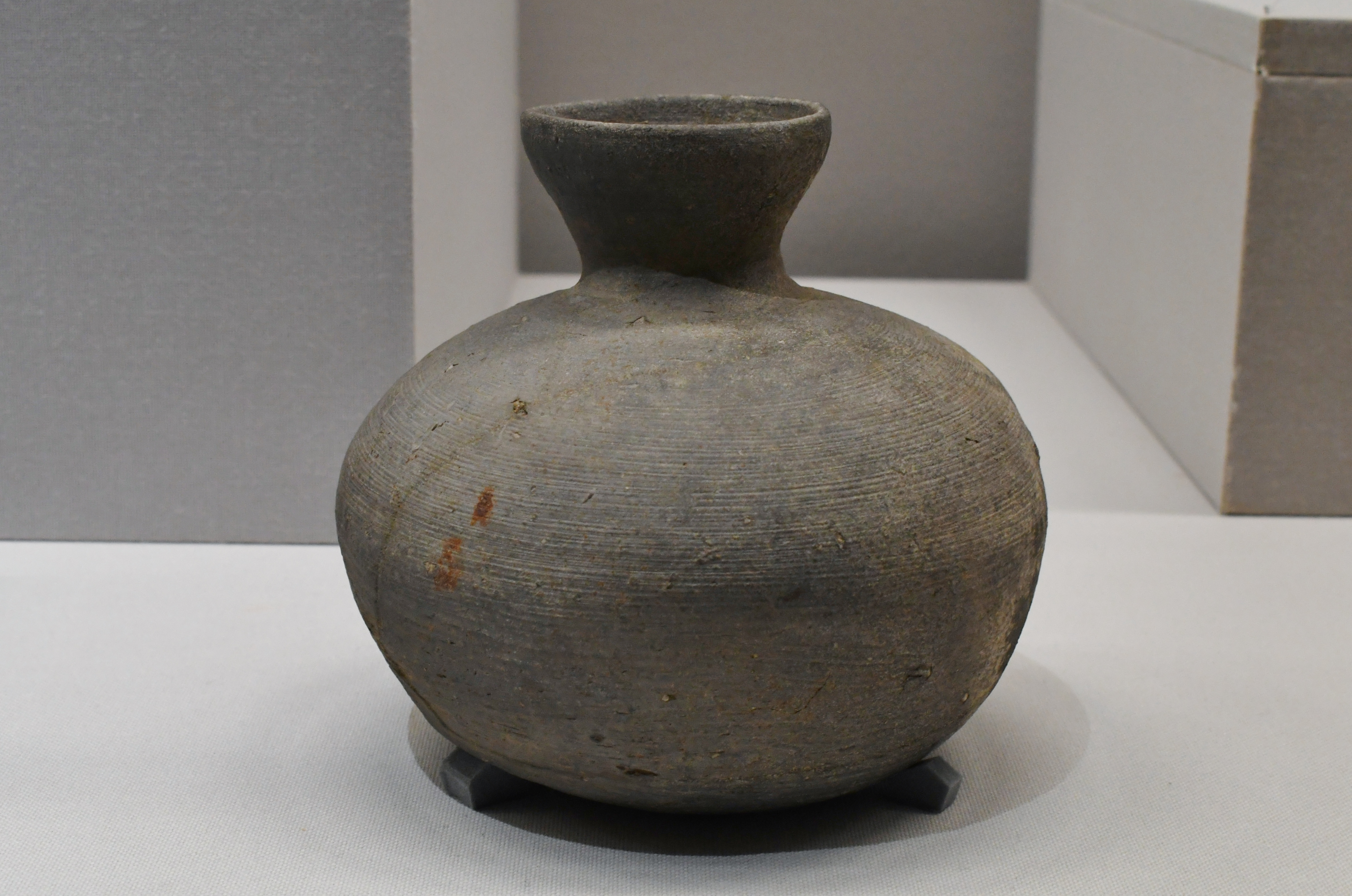
細頸壺 東京国立博物館展示。

- 細頸壺
東京国立博物館展示。

## 遺跡歴
- 1976年（昭和51年）、発掘調査（香川県教育委員会）。
- 1986年（昭和61年）9月11日、多度津町指定史跡に指定。

## 文化財

### 多度津町指定文化財
- 史跡
  - 向井原古墳 - 1986年（昭和61年）9月11日指定。

## 関連施設
- 東京国立博物館（東京都台東区） - 向井原古墳の出土品を保管。

## 関連文献
（記事執筆に使用していない関連文献）
- 中村浩「向井原古墳出土須恵器について -香川県中多度郡多度津町所在-」『大谷女子大学紀要』第31巻第1号、大谷女子大学志学会、1996年10月、55-70頁。